# Meister Michael (Dombaumeister)

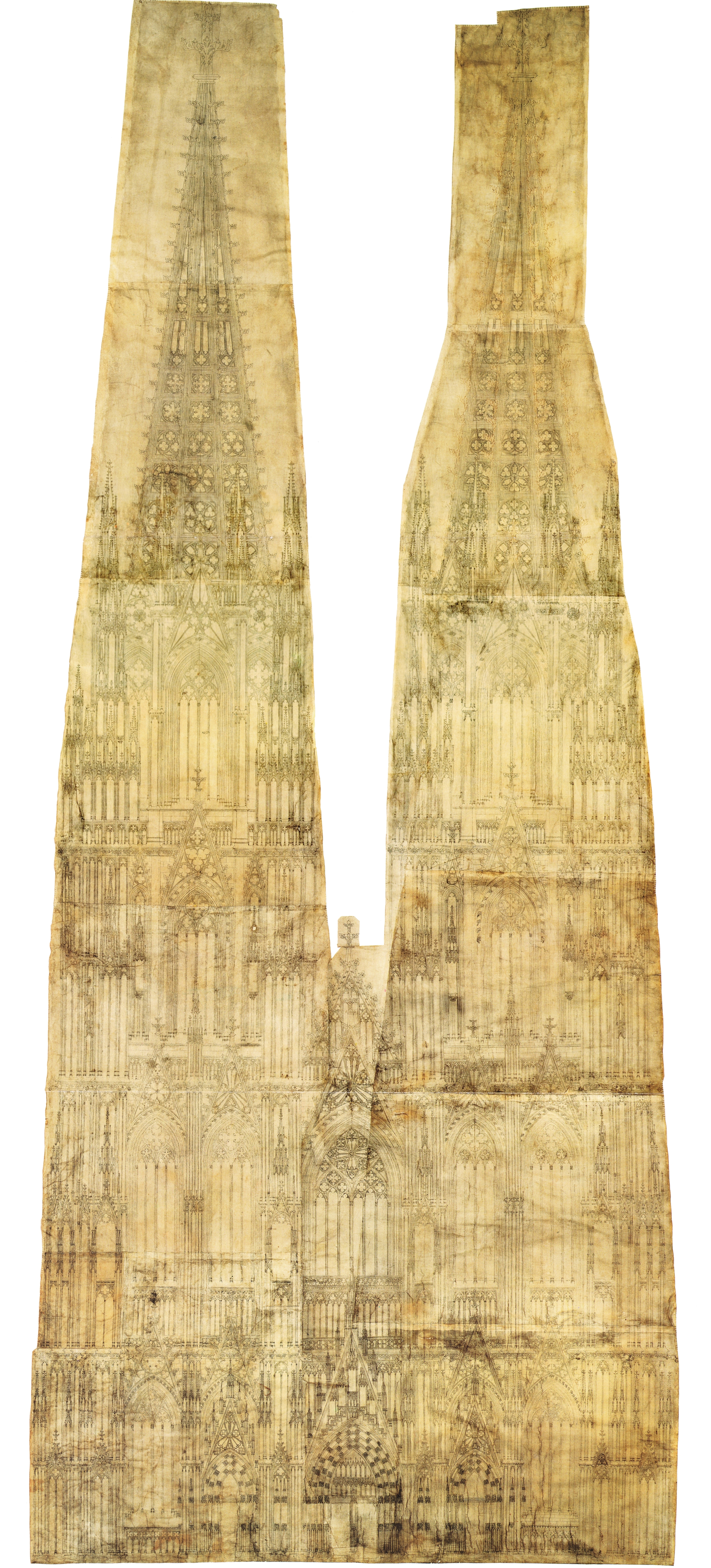
Michaels Handschrift: Der Fassadenriss F aus dem Jahr 1370

Meister Michael (auch Michael von Savoyen, * um 1320, † nach 1387) war Kölner Dombaumeister.
Seine erste Erwähnung als magister fabricae ecclesiae Coloniensis ist, zusammen mit seiner Frau Druda, anlässlich eines Hauskaufs in einer Schreinsurkunde von 1353. Die Herkunftsangabe von Savoyen ist erst für zwei seiner Kinder belegt, entsprechend aber auch für Meister Michael zu erschließen. Auffallend ist die enge Familienbeziehung zu dem gleichzeitig tätigen Prager Dombaumeister Peter Parler: sein Sohn Michael de Colonia Renis war zwischen 1373 und 1384 als Steinmetz am Prager Dombau beschäftigt und heiratete eine Tochter Peter Parlers, während umgekehrt der jüngere Heinrich Parler von Gmünd, ein Neffe Peter Parlers, 1387 mit einer Tochter Meister Michaels, Drutginis, verheiratet war. Ein weiterer Sohn Rotgher Micheelszoon van Colen, der gleichfalls am Prager Dombau nachweisbar ist, wurde 1369 als Baumeister der Nikolaikirche und der Liebfrauenkirche von Kampen angestellt. Als weitere Nachkommen werden 1364 eine Tochter Lisa und 1365–1368 ein Sohn Petrus genannt, für den Peter Parler namensgebender Taufpate war. Michaels Schwiegersohn Heinrich Parler übernahm 1387 das Amt des Münsterbaumeisters in Ulm. Sein Schwiegervater empfahl ihn 1391 zudem als Kandidat für die prestigeträchtige Stelle als Baumeister des Mailänder Doms, wo Heinrich allerdings wenig Fortüne hatte.
Nachkommen des Meisters Michael finden sich im 15. Jahrhundert beim Bau des Salemer Münsters beschäftigt, so zunächst ein Michael und später ein Hans von Savoyen. Im mittleren 16. Jahrhundert waren Kaspar und Hans Saphoy aus Salem Dombaumeister von St. Stephan in Wien. Ein Wappenschlussstein von 1481 im Salemer Münster zeigt den Baumeister Hans von Savoyen, der sowohl das Wappen seiner Familie, wie auch das Wappen der Parler mit dem charakteristischen Winkelpfahl zeigt. Offenbar herrschte die Überzeugung vor, dass beide Familien eng verbunden waren.
Dombaumeister Michael ist der Schöpfer der Kölner Westfassade wie wir sie heute kennen. Der junge, 1370 ins Amt gelangte Erzbischof Friedrich III. von Saarwerden bat ihn um die Entwicklung eines großen und imposanten neuen Planes für die Westfassade, deren Format deutlich über die um 1350 vermutlich von Peter Parler gezeichnete Planung hinausgehen sollte. Daraufhin entwickelte Michael den Fassadenriss F, der zu den berühmtesten mittelalterlichen Plänen gehört. Die Bauaufgabe erwies sich als so ehrgeizig, dass sie erst im 19. Jahrhundert abgeschlossen werden konnte.
Unter Michael wurde, wie ein Münzfund in der Aushubgrube des Südturms belegt, um 1360 die Fundamentierung des Südwestturmes abgeschlossen und mit der Ausführung des aufgehenden Mauerwerks begonnen. Das südliche Petersportal mit seinen parlerischen Archivoltenfiguren war um 1375 fertiggestellt, spätestens um 1389 ist, sicher noch unter ihm, die Vollendung der unteren Turmhalle anzusetzen.
Sein Nachfolger als Kölner Dombaumeister war Jakob von Metz.